# Maranville
Maranville est une commune française située dans le département de la Haute-Marne, en région Grand Est, dans l'ancienne région Champagne-Ardenne.

## Géographie
Maranville est une commune rurale située à l'ouest du département de la Haute-Marne, à la confluence entre le Brauzé et l'Aujon. Elle est traversée par ce dernier.
La commune se situe à 25 km de Chaumont, la préfecture, et à 13 km de Châteauvillain, le chef-lieu de canton.
La commune s'étend sur 1242 hectares, à une altitude de 209 mètres.

### Localisation
Communes les plus proches à vol d'oiseau:
- Rennepont à 1,7 km
- Cirfontaines-en-Azois à 2,7 km
- Vaudrémont à 2,9 km
- Longchamp-sur-Aujon à 3,1 km
- Aizanville à 3,5 km

### Géologie et Relief
Le relief autour de Maranville est caractérisé par une vallée (dans laquelle le village s'est installé) creusée par l'Aujon et le Brauzé. Le village n'est pas encaissé  entre deux hauteurs comme la plupart des villages voisins.

### Hydrographie
La commune est dans la région hydrographique « la Seine de sa source au confluent de l'Oise (exclu) » au sein du bassin Seine-Normandie. Elle est drainée par l'Aujon, le Fossé 01 du Val Lobot, le Brauze, le canal 01 de la commune de Maranville, le cours d'eau 01 des Pâquis et le ruisseau de Sainte-Libère,.
L'Aujon, d'une longueur de 68 km, prend sa source dans la commune de Perrogney-les-Fontaines et se jette  dans l'Aube à Longchamp-sur-Aujon, après avoir traversé 17 communes. Les caractéristiques hydrologiques de l'Aujon sont données par la station hydrologique située sur la commune. Le débit moyen mensuel est de 5,37 m3/s. Le débit moyen journalier maximum est de 57,2 m3/s, atteint lors de la crue du 23 janvier 2018. Le débit instantané maximal est quant à lui de 57,8 m3/s, atteint le 22 janvier 2018.

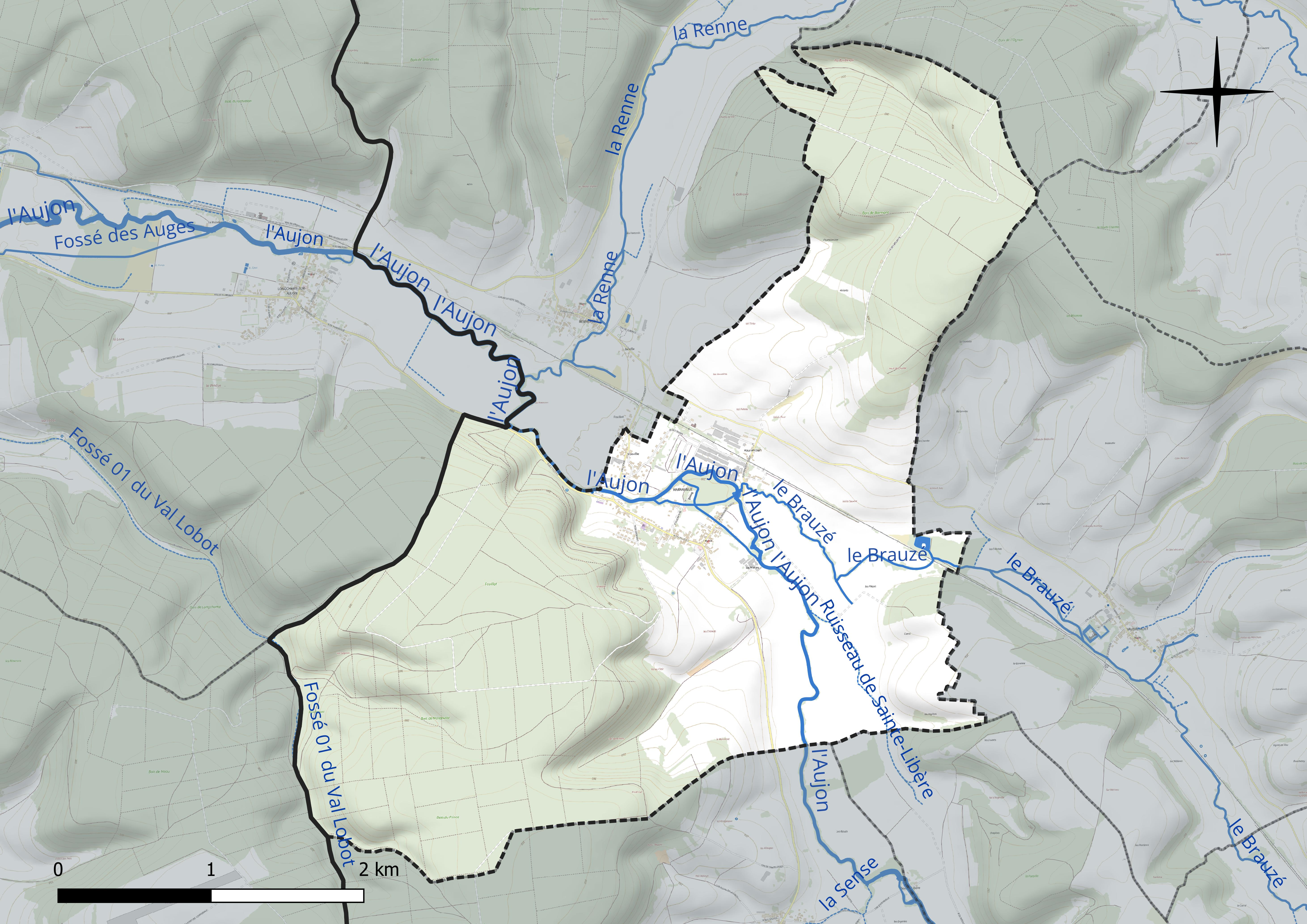
Réseau hydrographique de Maranville.

### Climat
Pour des articles plus généraux, voir Climat du Grand Est et Climat de la Haute-Marne.
En 2010, le climat de la commune est de type climat des marges montargnardes, selon une étude du Centre national de la recherche scientifique s'appuyant sur une série de données couvrant la période 1971-2000. En 2020, Météo-France publie une typologie des climats de la France métropolitaine dans laquelle la commune est exposée à un climat océanique altéré et est dans la région climatique  Lorraine, plateau de Langres, Morvan, caractérisée par un hiver rude (1,5 °C), des vents modérés et des brouillards fréquents en automne et hiver. 
Pour la période 1971-2000, la température annuelle moyenne est de 10,3 °C, avec une amplitude thermique annuelle de 15,9 °C. Le cumul annuel moyen de précipitations est de 908 mm, avec 12,9 jours de précipitations en janvier et 9 jours en juillet. Pour la période 1991-2020, la température moyenne annuelle observée sur la station météorologique de Météo-France la plus proche, « Cunfin_sapc », sur la commune de Cunfin à 18 km à vol d'oiseau, est de 11,0 °C et le cumul annuel moyen de précipitations est de 900,4 mm. 
La température maximale relevée sur cette station est de 41 °C, atteinte le 31 juillet 1983 ; la température minimale est de −21 °C, atteinte le 17 janvier 1985,,. 
Les paramètres climatiques de la commune ont été estimés pour le milieu du siècle (2041-2070) selon différents scénarios d'émission de gaz à effet de serre à partir des nouvelles projections climatiques de référence DRIAS-2020. Ils sont consultables sur un site dédié publié par Météo-France en novembre 2022.

## Urbanisme

### Typologie
Au 1er janvier 2024, Maranville est catégorisée commune rurale à habitat dispersé, selon la nouvelle grille communale de densité à sept niveaux définie par l'Insee en 2022.
Elle est située hors unité urbaine et hors attraction des villes,.

### Occupation des sols

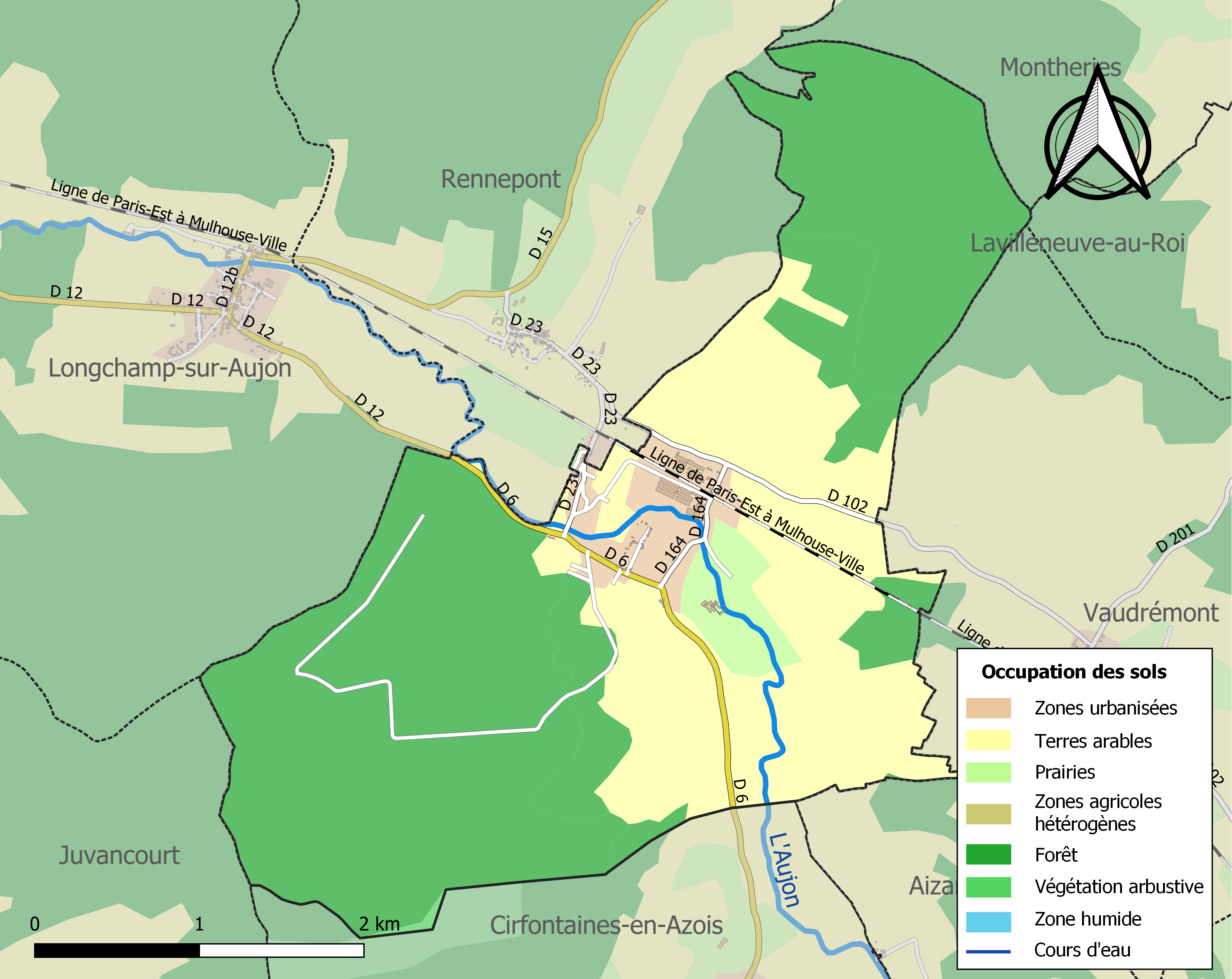
Carte des infrastructures et de l'occupation des sols de la commune en 2018 (CLC).

L'occupation des sols de la commune, telle qu'elle ressort de la base de données européenne d’occupation biophysique des sols Corine Land Cover (CLC), est marquée par l'importance des forêts et milieux semi-naturels (61,5 % en 2018), en augmentation par rapport à 1990 (60,6 %). La répartition détaillée en 2018 est la suivante : 
forêts (61,1 %), terres arables (30,5 %), zones urbanisées (3 %), prairies (3 %), zones industrielles ou commerciales et réseaux de communication (2 %), milieux à végétation arbustive et/ou herbacée (0,4 %).
L'IGN met par ailleurs à disposition un outil en ligne permettant de comparer l’évolution dans le temps de l’occupation des sols de la commune (ou de territoires à des échelles différentes). Plusieurs époques sont accessibles sous forme de cartes ou photos aériennes : la carte de Cassini (XVIIIe siècle), la carte d'état-major (1820-1866) et la période actuelle (1950 à aujourd'hui).

### Logement
Sur les 217 logements qu comptait le village en 2019, 30 étaient vacants et 19 étaient des résidences secondaires et logements occasionnels. 31,3% des Maranvillois ont emménagé au village il y a plus de 30 ans contre seulement 8,3% il y a moins de deux ans.

### Lieux-dits, hameaux et écarts
L'ouvrage La Haute-Marne ancienne et moderne d'Émile Jolibois daté de 1858 fait état d'un seul écart : celui du moulin, appelé Moulin du Comte au XIIe siècle. Le moulin était situé sur la rue Mongeot Tissot (Route Départementale n°184).
Cependant, on peut noter la présence de la ferme des Halles, située à l'est du village.

## Toponymie
Le nom de la localité est attesté sous les formes Malenvilla (1162) ; Mandrevilla (vers 1200) ; Mandavilla (1222-1243) ; Maleinvilla (1242) ; Maranvilla (1244) ; Malanvilla (1247) ; Marroville, Marenville (1276-1279) ; Maranville (1320) ; Maremville (1324) ; Mareinville (1348) ; Maranville (1586).

Il est mentionné sous sa forme actuelle sur les cartes de Cassini et d'état-major.

## Histoire

### L'époque gallo-romaine
À l'époque gallo-romaine,, Maranville ou Maranvilla ou Malinvilla est une localité située à 300 mètres de la très importante voie romaine de Langres à Reims, entre Bar-sur-Aube (Segessera) et Chaumont (Saint-Roch ou la vieille cité).

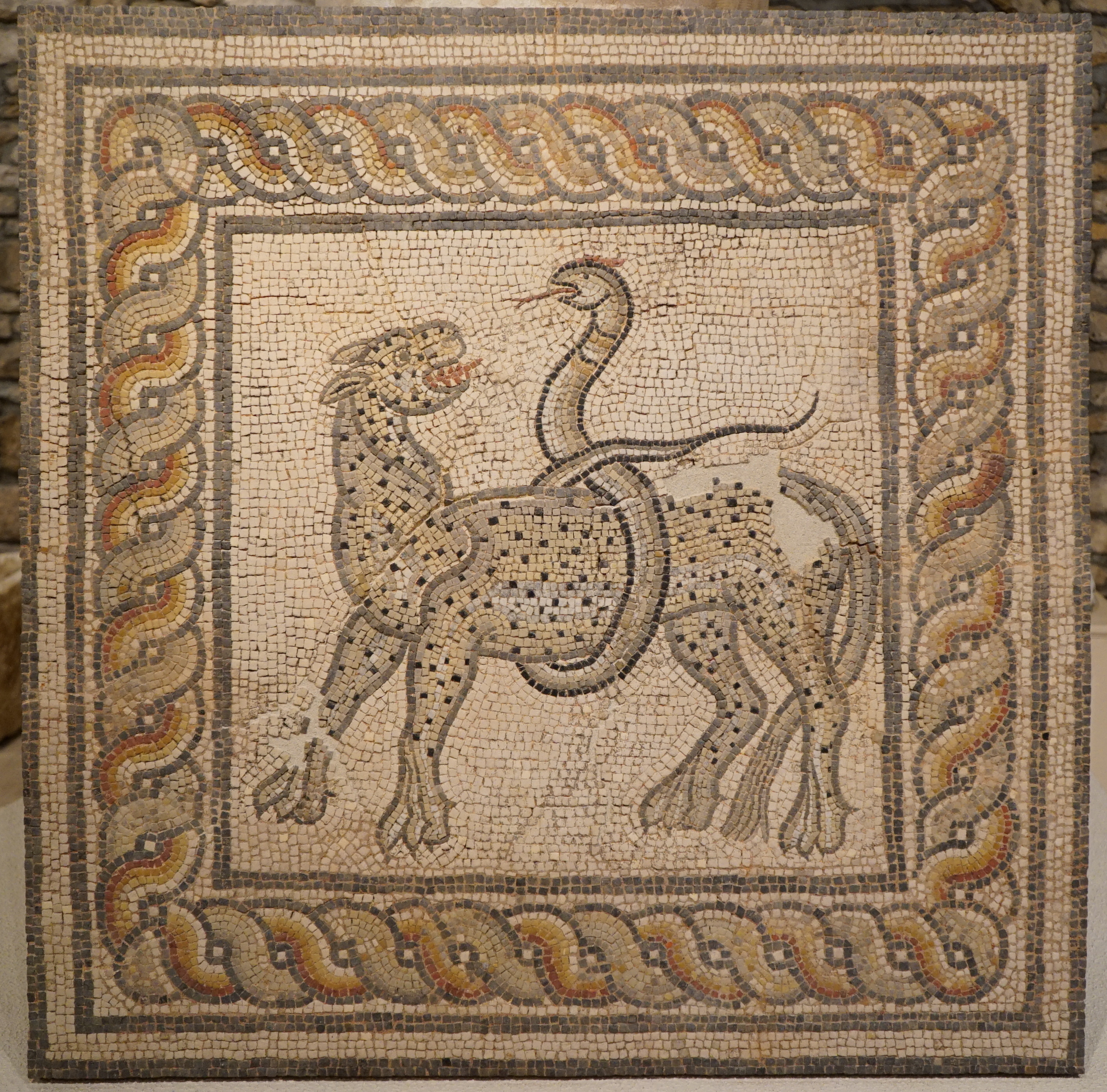
Mosaique de Maranville.

Le quartier d'Irceville ou Hirceville ou Hirci-villa (la ferme du nommé Hircus) occupe l'emplacement d'une cité détruite lors des invasions germaniques. Sur la côte du Fouillot, on peut voir les traces d'un camp romain, des fossés en délimitant encore l'enceinte. Ce castrum était une redoute romaine à 328 mètres d'altitude, soit 124 mètres au-dessus de la plaine, poste de garde surveillant les vallées de la Renne et de l'Aujon. Au milieu de ce hameau d'Irceville, un monticule très apparent ne serait qu'un amoncellement de ruines.
En 1838, des fouilles ont été entreprises au lieu-dit Irceville par le Dr Forgeot de Chaumont mettant au jour 80 squelettes séparés les uns des autres par des petits murs de briques. En 1897, des recherches sont faites par l'abbé Dodin qui met au jour une mosaïque de 64 mètres carrés, à seulement 25 centimètres de profondeur. Une partie de cette mosaïque est exposée au musée de Chaumont. Puis, vers 1922, M. Valdan, instituteur à Rennepont, fait des trouvailles dans deux champs l'un en bordure de la Renne (débris de tôlerie, épingle en os, lame en fer, etc.), l’autre à Hirceville, à 100 mètres au sud du jardin où a été découverte la mosaïque (importants débris de constructions gallo-romaines, fragments de colonnes cannelées, socles avec moulures, pierres rainées et striées (pas de débris de poterie, ni de médailles). Au XXe siècle, un médecin maranvillois a cédé à Joseph Royer, conservateur du musée de Langres, un « Dis Pater », statuette de bronze trouvée sur le territoire de la commune. Le 24 août 1972, des travaux de terrassement mettent au jour des sarcophages dont une dizaine ont été détruits mais deux ont été sauvés.

### Du Moyen Âge jusqu'en 1789
Au lieu-dit le Val Saint Père, aurait existé autrefois une abbaye où, vers l'an 451, lors de l'invasion d'Attila, les moines auraient jeté leurs trésors dans un puits.
Il faut attendre l'arrivée à Clairvaux en 1115 de celui qui sera Saint Bernard et de ses compagnons pour trouver à nouveau des renseignements. Clairvaux n'est qu'à dix kilomètres de Maranville. Les moines rayonnent dans un secteur beaucoup plus grand dans toute la région. Ils défrichaient, déboisaient les vallées, apportant de nouvelles méthodes de cultures, apprenant à conserver les récoltes dans des celliers et des granges, luttant contre les famines en élevant le niveau de vie des paysans, tout en prenant en charge la vie religieuse. Plusieurs maisons de Maranville auraient appartenu aux moines de Clairvaux.
En 1232, l'évêché de Langres abandonne le droit de patronage à l'abbaye de Clairvaux. La paroisse dépend alors de Bar-sur-Aube et la prévôté dépend du bailliage de Chaumont. En 1235, les moines du prieuré de l'Ordre de Saint-Benoît de Laferté-sur-Aube, qui dépendaient de l'abbaye de Saint-Claude du Jura, cédèrent à l'abbaye de Clairvaux le douzième des dîmes de Maranville et de Clairvaux.
Il y eut des seigneurs de Malanville, le plus connu étant Arnoul de Malanville (on dit aussi Maranville) qui, en 1241, donne aux religieux de Clairvaux des terres de la vallée de la Croix, près de la « vieille carrière de la Croix ».

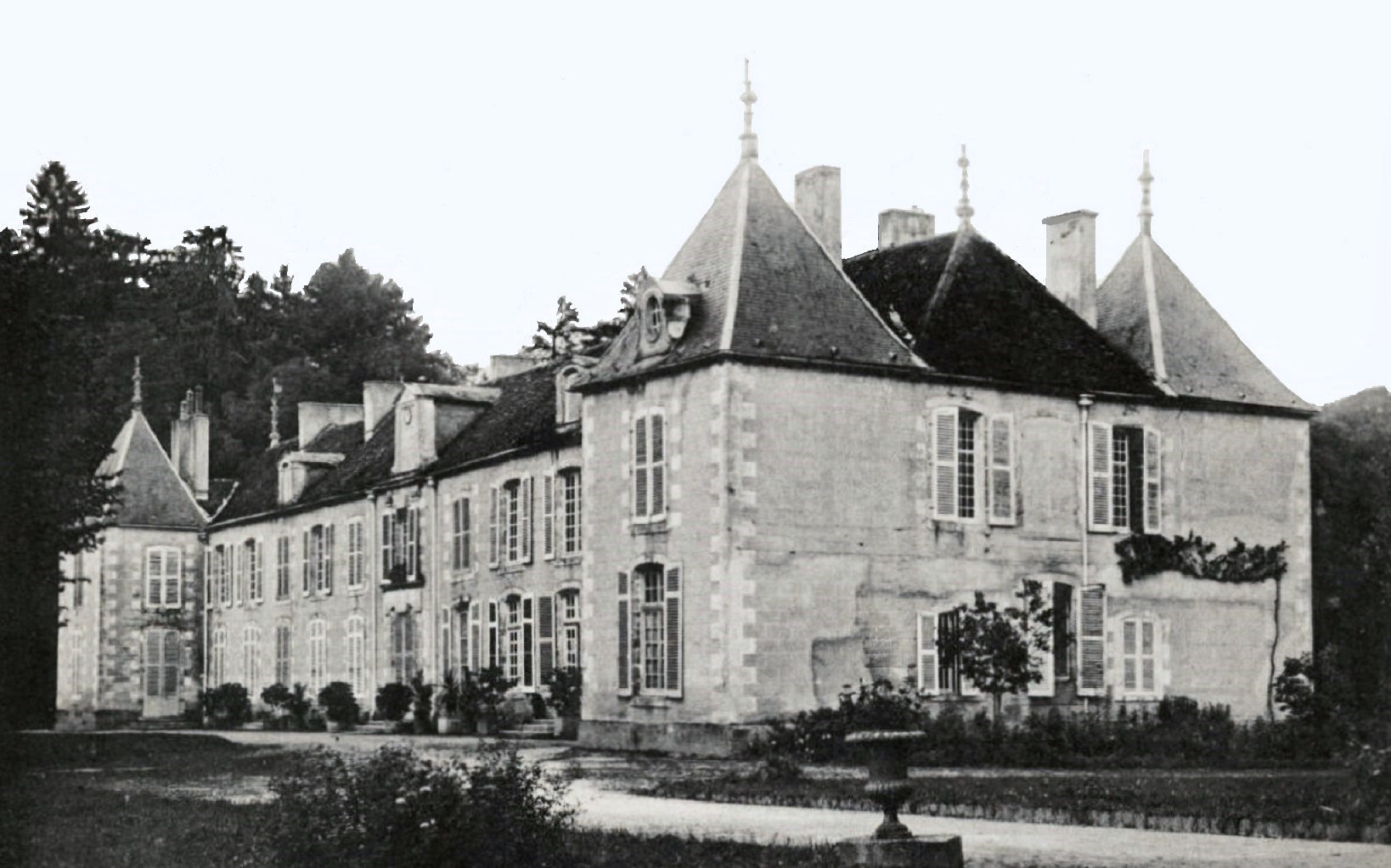
le Château de Maranville (1913)

Toujours selon Émile Jolibois, on distingue dès le début du XIIe siècle l'ancienne demeure seigneuriale, située sur la rive droite de l'Aujon, au pied de la montagne couronnée par le bois Barmont. En 1667, le Seigneur s'appelait Nicolas Becquet qui s'est rendu célèbre pour avoir soutenu les paysans dans un procès.
Enfin, en 1789, le fief principal appartenait au marquis Duboutet (châtellenie de Laferté) et le fief d'Hirceville, qui existait déjà au XIIIe siècle, était possédé par Hannaire-Rôcourt. Il existait encore deux autres fiefs : celui d'Orancourt et celui de Grosnay.
À la même époque, Maranville faisait partie du doyenné de Chaumont et du diocèse de Langres. La commune faisait partie de l'élection de Bar-sur-Aube, généralité de Champagne et de la prévôté de Bar-sur-Aube au bailliage de Chaumont. La justice était partagé entre le bailliage ducal de Châteauvillain et de Bar-sur-Aube en raison de la présence de deux seigneuries.

### Temps Modernes

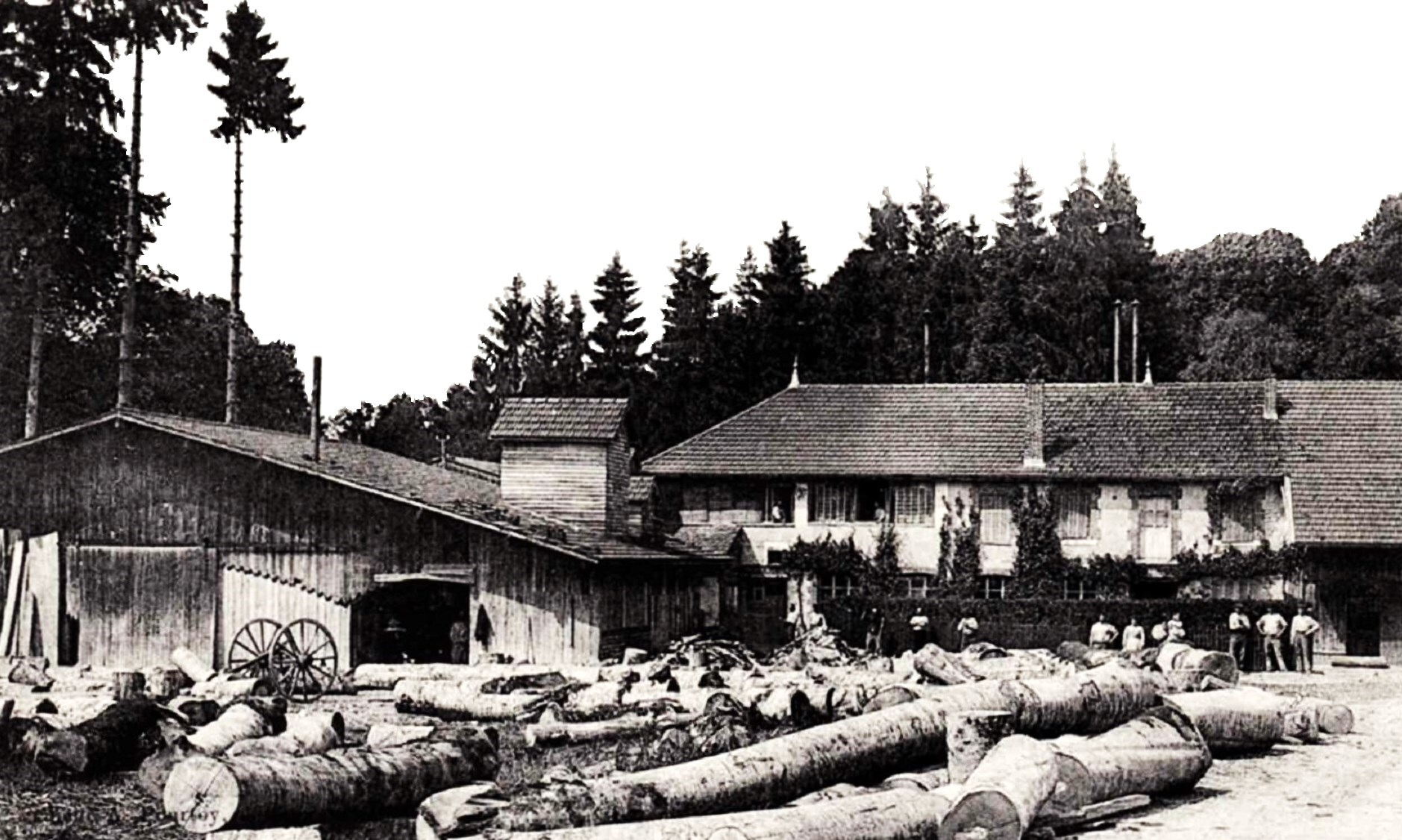
la Fabrique de queues de billards (1906)

Comme en témoigne une carte postale ancienne du début du XXe siècle, il existait à Maranville l'usine qui produisait les célèbres queues de billards Hiolle pour le monde entier. Un article du journal "la Haute-Marne libérée" (actuel JHM: Le Journal de la Haute-Marne) datant du 8 avril 1949, il est dit que: "Il n'est pas exagéré de prétendre que l'usine de Maranville fournit à la fin des années 1800 la presque totalité du monde en queues de billard...Elle employait, avant 1914, 35 ouvriers...Elle usinait alors 300.000 mètres cubes de bois chaque année...". Cette activité disparaît en 1982.

## Politique et administration
| Période                                  | Période  | Identité       | Étiquette | Qualité                                 |
| ---------------------------------------- | -------- | -------------- | --------- | --------------------------------------- |
| mars 2001                                |          | Patricia Popko | DVG       | Présidente de la Communauté de communes |
|                                          | En cours | Aurélien Joly  |           |                                         |
| Les données manquantes sont à compléter. |          |                |           |                                         |

### Élections
Voici les résultats de l'élection présidentielle de 2022:
| Candidat                    | % des voix | Voix |
| --------------------------- | ---------- | ---- |
| Emmanuel Macron (LREM)      | 22,22%     | 48   |
| Marine Le Pen (RN)          | 52,78%     | 114  |
| Jean-Luc Mélenchon (LFI)    | 6,94%      | 15   |
| Valérie Pécresse (LR)       | 1,85%      | 4    |
| Éric Zemmour (REC)          | 3,70%      | 8    |
| Yannick Jadot (EELV)        | 2,31%      | 5    |
| Jean Lassalle (RES)         | 5,09%      | 11   |
| Philippe Poutou (NPA)       | 1,85%      | 4    |
| Nathalie Arthaud (LO)       | 0%         | 0    |
| Anne Hidalgo (PS)           | 0,46%      | 1    |
| Fabien Roussel (PCF)        | 1,39%      | 3    |
| Nicolas Dupont-Aignan (DLF) | 1,39%      | 3    |

| Candidat               | % des voix | Voix |
| ---------------------- | ---------- | ---- |
| Emmanuel Macron (LREM) | 30,14%     | 66   |
| Marine Le Pen (RN)     | 69,86%     | 153  |

## Population et société

### Démographie

#### Évolution démographique
L'évolution du nombre d'habitants est connue à travers les recensements de la population effectués dans la commune depuis 1793. Pour les communes de moins de 10 000 habitants, une enquête de recensement portant sur toute la population est réalisée tous les cinq ans, les populations de référence des années intermédiaires étant quant à elles estimées par interpolation ou extrapolation. Pour la commune, le premier recensement exhaustif entrant dans le cadre du nouveau dispositif a été réalisé en 2008.

En 2022, la commune comptait 402 habitants, en évolution de −3,37 % par rapport à 2016 (Haute-Marne : −4,62 %, France hors Mayotte : +2,11 %).
| 1793 | 1800 | 1806 | 1821 | 1831 | 1836 | 1841 | 1846 | 1851 |
| ---- | ---- | ---- | ---- | ---- | ---- | ---- | ---- | ---- |
| 483  | 470  | 513  | 486  | 485  | 506  | 527  | 502  | 507  |

| 1856 | 1861 | 1866 | 1872 | 1876 | 1881 | 1886 | 1891 | 1896 |
| ---- | ---- | ---- | ---- | ---- | ---- | ---- | ---- | ---- |
| 434  | 466  | 450  | 475  | 460  | 457  | 458  | 434  | 431  |

| 1901 | 1906 | 1911 | 1921 | 1926 | 1931 | 1936 | 1946 | 1954 |
| ---- | ---- | ---- | ---- | ---- | ---- | ---- | ---- | ---- |
| 417  | 414  | 366  | 330  | 381  | 411  | 420  | 347  | 400  |

| 1962 | 1968 | 1975 | 1982 | 1990 | 1999 | 2006 | 2008 | 2013 |
| ---- | ---- | ---- | ---- | ---- | ---- | ---- | ---- | ---- |
| 449  | 449  | 480  | 487  | 479  | 490  | 469  | 459  | 431  |

| 2018 | 2022 | - | - | - | - | - | - | - |
| ---- | ---- | - | - | - | - | - | - | - |
| 404  | 402  | - | - | - | - | - | - | - |

## Culture locale et patrimoine

### Lieux et monuments

#### L'église
En 1800, l'église de Maranville, se composait d'une tour flanquée de part et d'autre de deux chapelles : une dédiée à saint Eloy, l'autre à saint Sébastien et saint Roch, d'un chœur, d'une nef, d'un porche, le tout voûté. À cette époque, devant le mauvais état de cet édifice et sa taille jugée trop petite, la commune décide de le remplacer par une construction plus adaptée aux besoins.
Dans son état actuel, elle est composée d'un porche, une nef, une tour, deux chapelles et un chœur, le tout voûté. Le clocher actuel aurait existé peut-être dès le XIIe siècle. Les quatre portes en arc gothique (fin de la période ogivale) qui le faisaient communiquer avec l'église proprement dite ont été murées, ainsi que des baies en plein cintre situées à un niveau supérieur. On en voit encore les traces.
La nouvelle église a été reconstruite sur l'emplacement de l'ancienne et indépendamment de l'ancienne tour, avec laquelle, elle communique par une porte située au fond du chœur. Elle mesure 16,60 m sur 25,60 m. Le niveau du sol a été relevé d'environ 1 m à 1,50 m. La tour–clocher fait donc corps avec l'église elle-même ; il est à remarquer les traces de deux colonnes dans leurs angles communs, partiellement noyées dans la maçonnerie. Sur les murs extérieurs on relève quelques traces de couleur ocre et d'enduit fait de briques pilées. Cette église aurait été bénie, mais pas consacrée. Elle est orientée, le chœur dirigé vers l'est, la sortie regarde l'ouest. Elle n'est pas en forme de croix. On y trouve deux rangées de six piliers cylindriques aux bases carrées. Ces colonnes ioniques sont garnies de chapiteaux ornés de deux volutes latérales et sont toutes semblables. On entre directement dans l'église par deux portes : une à l'ouest, doublée d'un tambour en bois qui soutient la tribune et qui date vraisemblablement de 1950, l'autre au nord, face à la rue principale du village et encadrée de deux colonnes doriques. Elle est surmontée de deux corniches rampantes, d'un fronton et d'un tympan.
Historique
En 1232, cette église a été donnée par l'évêque de Langres à l'abbaye de Clairvaux. À partir de cette date, c'est l'abbaye qui nomme les curés. En 1241, Evrard, curé de Maranville signe un contrat avec l'abbaye de Clairvaux au sujet de leurs droits respectifs. En 1635, une épidémie de peste ravage le village. Les paroissiens promettent d'honorer solennellement saint Sébastien et saint Roch pour en être délivrés. Sur un tableau qui rappelle cet événement, on peut lire l'inscription suivante : « L'an 1635 on a dédié cette chapelle à St Sébastien et à St Roch et on a fait vœu de solenniser à perpétuité la feste de St Sébastien pour estre affranchis du mal de peste qui avait commencé en ce lieu de Maranville le 27 octobre de ladite année 1635 ».
En 1667, un différend oppose Claude Remy, curé de Maranville, les religieux et le couvent de Claivaux, ainsi que Nicolas Becquet, seigneur de Maranville et les habitants de Maranville. Ces derniers prétendaient ne devoir payer la dîme qu'en raisins au pied de vigne. Le curé soutenait qu'il fallait lui payer la dîme sur toutes sortes de vins. Ce différend a fait l'objet d'un procès conservé aux archives départementales de la Haute-Marne où il peut être consulté.
Le 23 ventôse de l'an XI (12 mars 1804), le Conseil municipal décide la réfection de l'église et tout spécialement la couverture de la chapelle Saint-Sébastien, ainsi que la réfection du mur de clôture du cimetière soit 26 m en ligne droite, à partir d'un point pris, à 1 m 3 dm en face de l'arbre de la liberté. Avec la réparation des ponts d'Irceville et d'Haurancourt et divers autres travaux d'entretien, ces décisions représentaient un coût total de 22 000 francs. Ces travaux devaient être terminés pour le 1er brumaire de l'an XIII (23 octobre 1806).
Le cimetière entourait l'église. Pour permettre le passage de la route dans son tracé actuel, la partie nord du cimetière a été rasée, et la terre contenant des ossements a été déposée sur la partie restante jusque vers 1955. Le cimetière abrite une croix, un calvaire et des pierres tombales remarquables  par leurs tailles et par la qualité des sculptures qui les recouvrent
Le 9 mai 1822, diverses réparations sont de nouveau effectuées : le grand escalier, les arêtiers du clocher et le remplacement de tuiles. Le 20 juin 1830, Le conseil municipal vote un secours de 1 000 francs à la « fabrique » de Maranville, l'église étant dépourvue de linge et d'ornements nécessaires au culte. Le 1er mai 1831, le fronton du portail et deux poutres sont réparés.
À l'intérieur, après avoir été déposé pour permettre les importants travaux de 1804, le mobilier a subi une importante transformation vers 1968-1969. Le maître-autel en bois a été remplacé par un autel en pierre qui permet une célébration face aux fidèles. La grille a également été retirée.
Deux papes sont venus à Clairvaux. En 1131, le pape Innocent II vint visiter « la claire vallée ». En 1148, le nouveau pape Eugène III y vint à son tour.
Les peintures murales du chœur

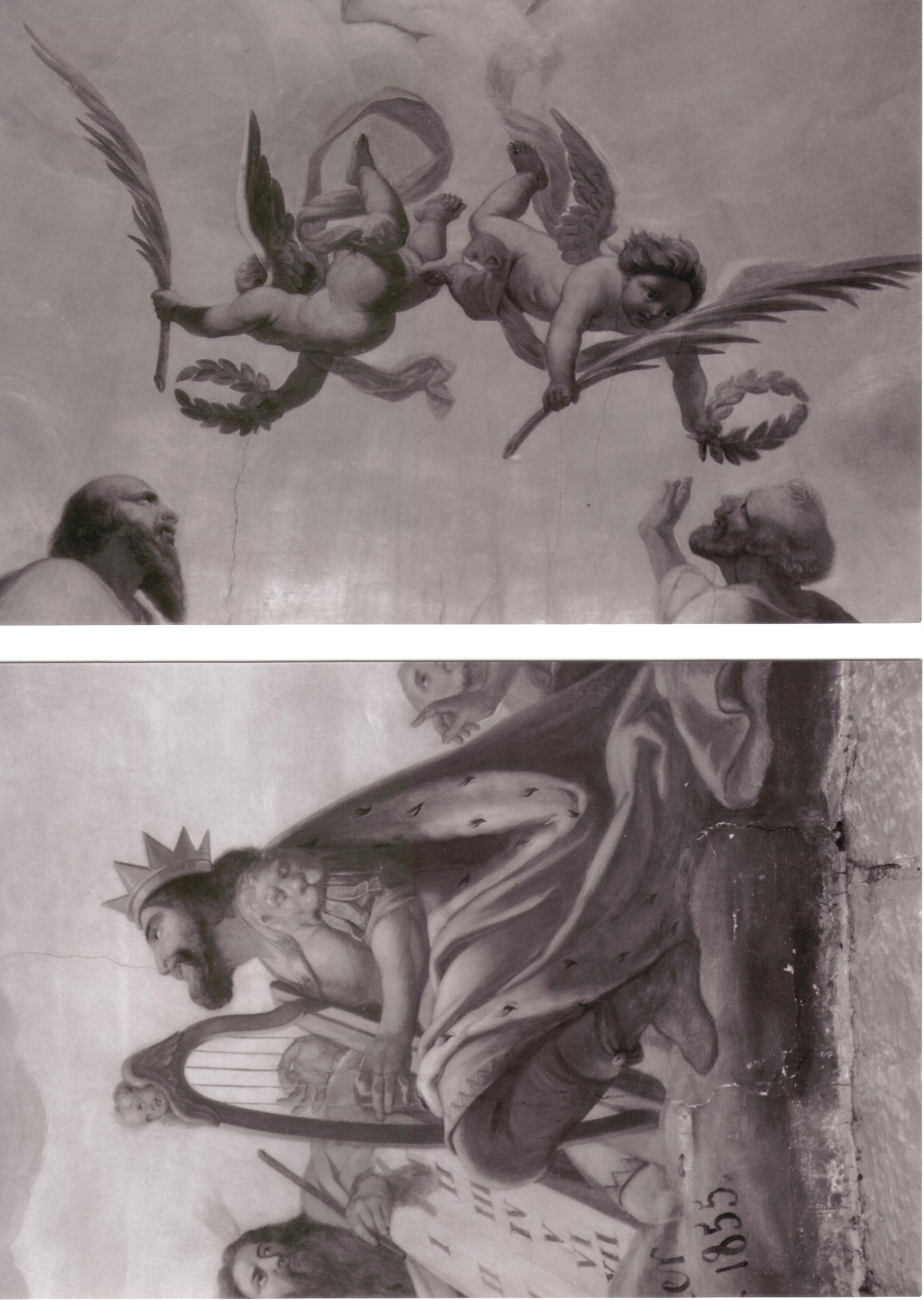
Détails des peintures du chœur de l'église de Maranville réalisées par Joseph-Constant Ménissier en 1855.

Les peintures murales sont datées d'avril 1855 et signées par le peintre Joseph-Constant Ménissier. Elles ont été exécutées à l'huile sur plâtre, il ne s'agit donc pas d'une technique à fresque. Ces peintures ont fait l'objet dune restauration en février et mai 2000 par Anne Féton et Claire Bigand. Un travail de conservation a été effectué par le biais d'injection de coulis, de consolidation et refixage de la couche picturale, et dans un second temps un travail de restauration enduit et retouche a permis de protéger et de redonner une meilleure lisibilité aux peintures.
Les 14 tableaux du chemin de croix ont été réalisés par la sainterie de Vendeuvre-sur-Barse. Les scènes représentées sont d'une très grande finesse, elles ont beaucoup de relief et sont très joliment peintes. Depuis que cette usine a cessé son activité, les moules qu'elle utilisait ont été « classés » et sont œuvres d'art protégées.
Le 12 janvier 1830, le clocher abritait une seule cloche fêlée. En 1992, il y a trois cloches dont la sonnerie électrifiée rythme la vie du village.
Un diagnostic technique effectué vers 1990 a fait apparaître que l'édifice reconstruit tout au début du XIXe siècle avait besoin de nouveau de grosses réparations. Aidée de subventions émanant de l'État, la commune engage des travaux de l'ordre de 800 000 francs pour la charpente, la couverture, le jointage des moellons et le plâtre intérieur. Le 13 novembre 1993, on posait officiellement un nouveau coq sur le clocher. Deux autres tranches de travaux sont prévues pour la restauration des peintures murales.

#### Mairies - écoles
Lors d'une réunion du conseil municipal du 1er mai 1831, sous la présidence du maire Joseph Clément, la ville décide de la construction de la mairie (précédemment les réunions tenaient au domicile du maire), d'une salle d'école, d'un local pour placer la pompe à incendie et d'un logement pour l'instituteur. Comme il n'existait pas de lavoir sur la commune, le maire propose également d'en établir deux.
Dès le 8 février 1857, on constate que le toit de la maison commune n’a pas assez de pente et il faut changer la charpente. L'instituteur est mal logé, il faut lui faire une chambre à la place du local de la pompe à incendie dont on sort difficilement. Il faut donc construire un local pour la pompe attenant à la maison commune.
La salle de classe était une école pour les garçons et répondait à la loi Guizot de 1833, l'obligation de fonder une école primaire de filles n'ayant été faite qu'en 1867 aux communes de plus de 500 habitants. Toutefois, dès 1837, Maranville s'était dotée d'une école pour les filles grâce au marquis Duboutet. Elle a été dirigée par les sœurs de la Providence de Langres jusqu'en 1875 et pouvait accueillir 40 élèves.
Il y avait donc deux écoles primaires à Maranville pendant une longue période. En 1955-1956, un nouveau bâtiment est construit pour abriter une troisième classe. En 1979, une maternelle est construite et l'année suivante, une quatrième classe étant créée, l'école de la mairie est transférée dans l'ensemble qui constitue le groupe scolaire. En 1992, il existe trois classes primaires et deux maternelles, dont l'une ferma en 1998.

### Personnalités liées à la commune
- Henri Focillon : historien et critique d'art célèbre, il a acheté en 1925 une propriété à Maranville qu'il restaure peu à peu et y installe une vaste bibliothèque. Il y reçoit ses amis, en particulier Jérôme Carcopino, auquel il fait connaître la région et provoque son installation au prieuré de Laferté-sur-Aube. Il décède aux États-Unis en 1943. Après la guerre, son épouse remet leur demeure en état et le général de Gaulle venait y visiter l'épouse d'Henri Focillon en hommage an « grand patriote » qu'avait été son mari[35].
- Charles de Gaulle (22 novembre 1890 - † 9 novembre 1970) : ce personnage fréquentait cette commune, car ses confesseurs, prêtres en retraite, demeuraient à la maison de retraite de Maranville[36].
- Jurgis Baltrušaitis : c'est parce qu'il avait épousé la fille de son maître Henri Focillon que les Maranvillois eurent le privilège de le voir revenir chaque été dans leur village. Lituanien, fixé à Paris, professeur d'histoire de l'art, cet éminent érudit disait aimer découvrir la Haute-Marne, département cistercien, au cours de ses nombreuses promenades.
- Émile Jolibois : tous les Haut-Marnais le connaissent pour son Dictionnaire de la Haute-Marne ancienne et moderne mais peu savent qu'il avait des ancêtres maranvillois.

### Héraldique
| Blason de Maranville | Blason  | « D'azur à la bande échiquetée de gueules et d'argent de deux tires, côtoyée de deux doubles cotices potencées contre-potencées d'or, accompagnée en chef d'une épée basse d'or posée en bande et en pointe d'une clef du même posée en bande ».                                                                  |
| Blason de Maranville | Détails | ◄« La clef et l'épée sont les attributs de saint Pierre et de saint Paul, les cotices potencées et contre potencées sont reprises des armes de la Champagne et la bande échiquetée vient du blason de l'abbaye de Clairvaux qui a joué un rôle important dans l'histoire de la commune ». Adopté en janvier 2021. |

## Photos du village

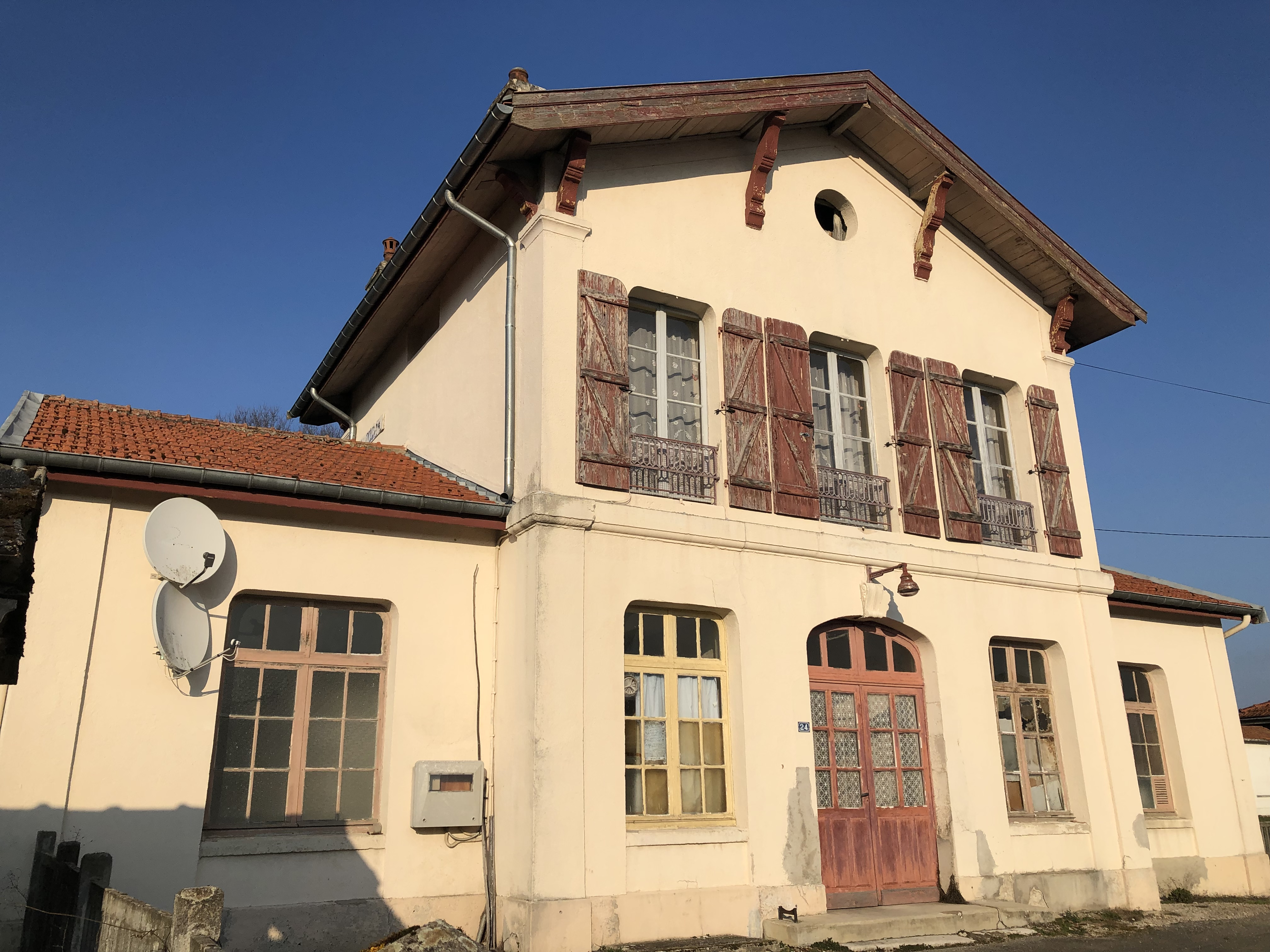
L'ancienne gare de Maranville
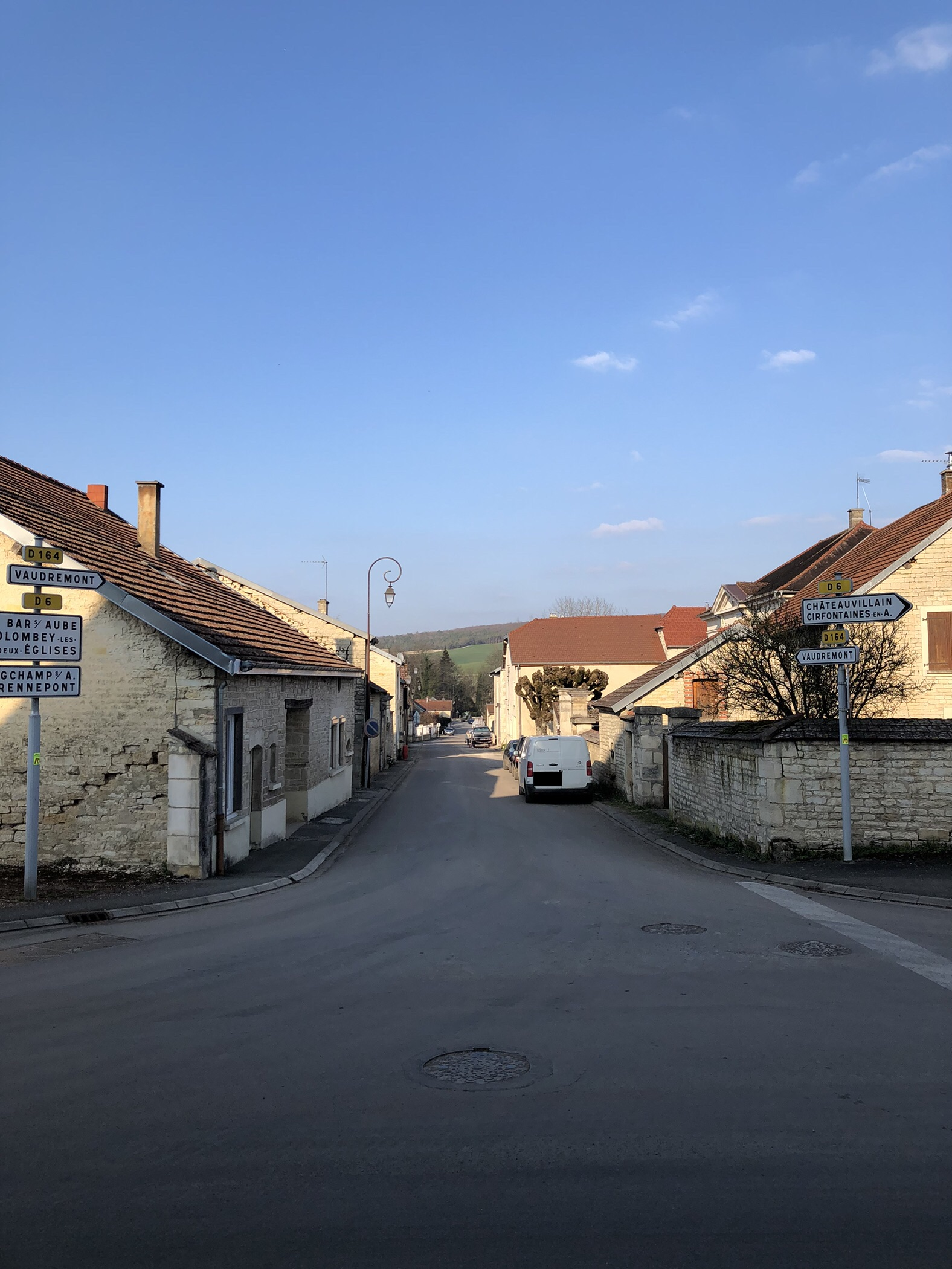
Rue Mongeot Tissot (ancienne rue de la gare)
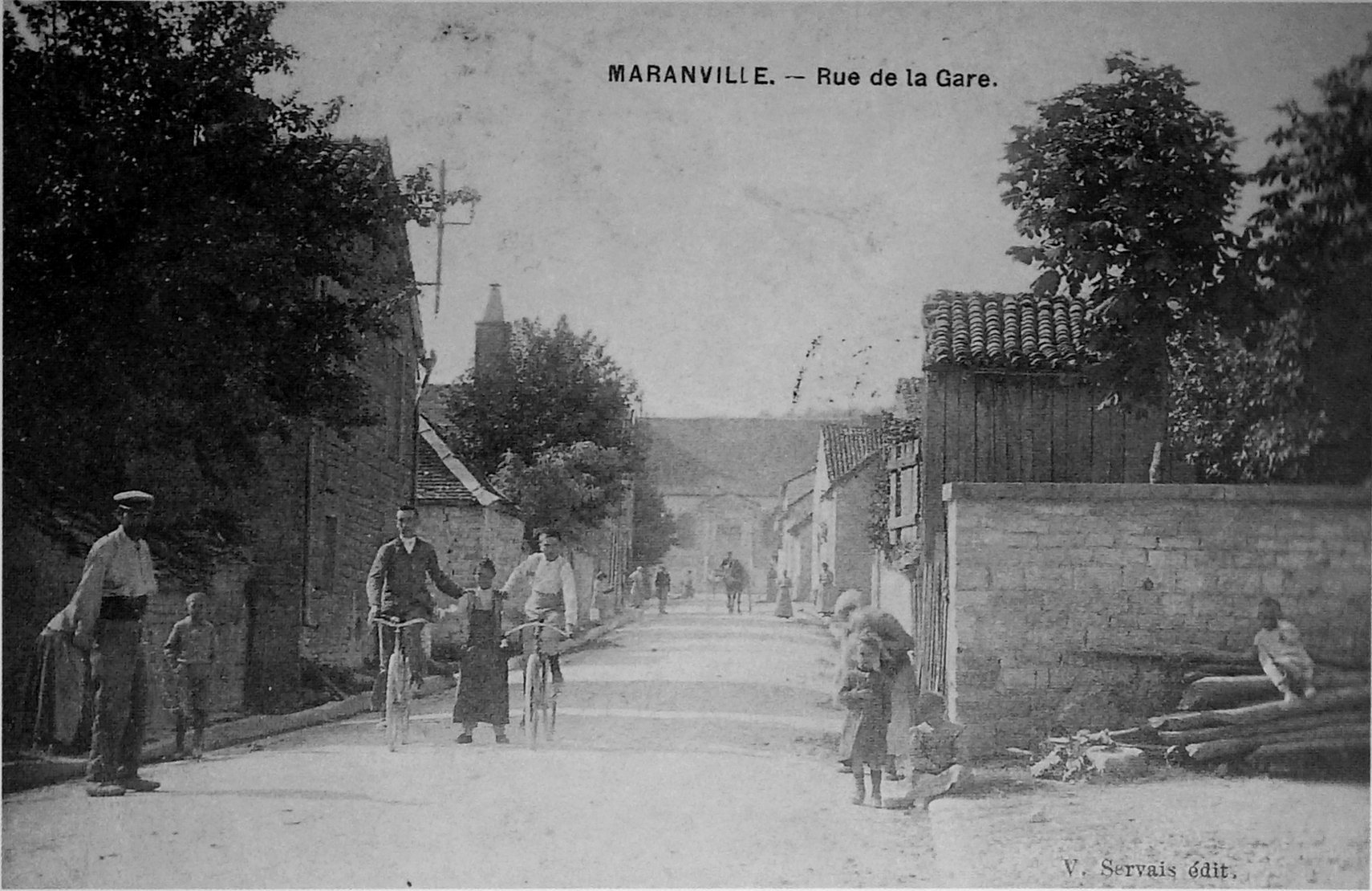
Rue de la gare (début du XXe siècle)
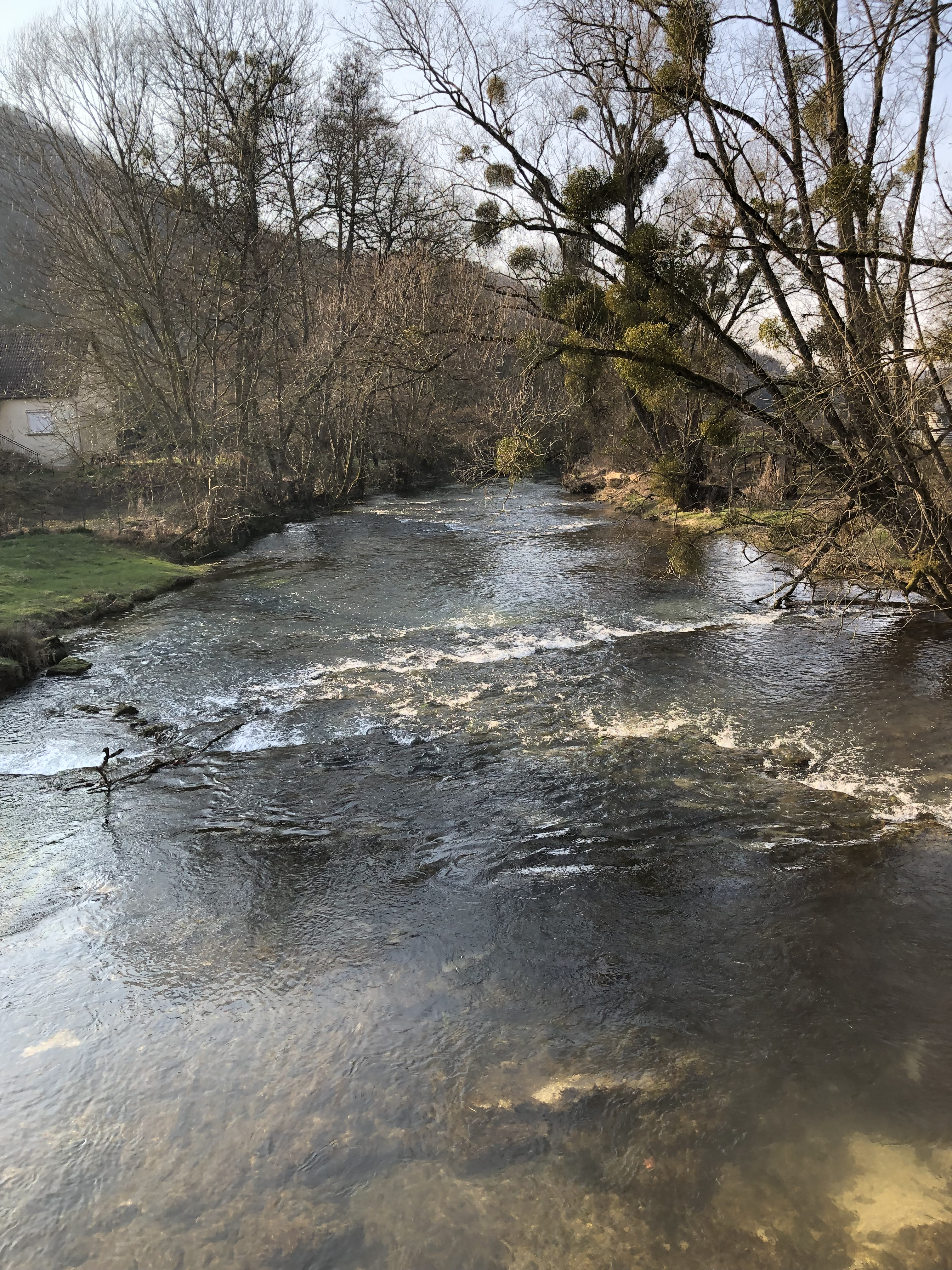
L'Aujon à Irceville